# François-Hippolyte Barthélémon
François-Hippolyte Barthélémon, né le 27 juillet 1741 à Bordeaux et mort le 20 juillet 1808 à Londres, est un violoniste et compositeur français.

## Biographie
Né le 27 juillet 1741 d'un père français et d'une mère irlandaise, François-Hippolyte Barthélémon est violoniste dans divers orchestres de théâtres à Londres. Il devient l'ami intime de Joseph Haydn lors de son séjour dans la capitale en 1792. Son jeu est très prisé et Burney qualifie sa sonorité de « vraiment vocale ».
Il a surtout composé des œuvres scéniques.
Il épouse Mary Young, descendante d'Anthony Young. Sa fille, la compositrice Cecilia Maria Barthélemon, a réalisé une édition d'extraits de son oratorio Jefte in Masfa, qui comporte aussi des éléments biographiques (Londres, 1827).

## Œuvres

### Opéras
- Pelopida (Londres, 24 mai 1766)
- The Judgement of Paris (Londres, 24 août 1768)
- Le Fleuve Scamandre (Paris, 22 décembre 1768)
- The Maid of the Oaks (The Oaks, près d'Epsom, juin 1774)
- Belphegor (Londres, 16 mars 1778)

### Œuvres orchestrales
- Concerto pour violon

### Musique de chambre
- Deux cahiers de duos pour violons
- Six quatuor à cordes
- Catches et Glees sur des textes anglais

## Sources
- Nicolas Slonimsky, Alain Paris et Marie-Stella Paris, Dictionnaire biographique des musiciens, R. Laffont, 1995 (ISBN 2-221-06510-7, 978-2-221-06510-5 et 2-221-06787-8, OCLC 33096600, lire en ligne)